# Культура Чжаобаогоу
Культура Чжаобаогоу (кит. упр. 趙宝溝文化) (5400-4500 до н. э.) — неолитическая культура в северо-восточном Китае, занимавшая преимущественно долину реки Луаньхэ во Внутренней Монголии и на севере Хэбэя. Характерна своими керамическими изделиями, покрытыми геометрическими или зооморфными рисунками. Также представители культуры изготовляли каменные или керамические фигурки людей.
Своё название культура получила по местечку Чжаобаогоу хошуна Аохан-Ци округа Чифын во Внутренней Монголии. Раскопки начались в 1986 году. Площадь раскопок составляет 90 000 квадратных метров.